# Парсонс, Джонни
Джо́нни Па́рсонс (англ. Johnnie Parsons, 4 июля 1918, Лос-Анджелес — 8 сентября 1984) — американский автогонщик, победитель Инди-500 1950 года.
Джонни Парсонс — единственный победитель Инди-500, имя которого выгравировано на трофее, присуждаемом за победу, с ошибкой. Только после смерти Парсонса, в 1991 году, было обнаружено, что на кубке отчеканено Johnny вместо Johnnie. Интересно, что имя Johnny носит сын Парсонса, также автогонщик.
В связи с тем, что гонки Инди-500 1950—1960 годов входили в зачёт чемпионата Формулы-1, Парсонс имеет на своём счету 1 победу, 1 быстрейший круг и 12 очков в статистике Формулы-1.

## Результаты в Формуле-1
| Легенда к таблице |                                                                    |
| --- | ------------------------------------------------------------------ |
| В таблице перечислены результаты всех Гран-при Формулы-1, в которых принимал участие гонщик. Строками таблицы являются сезоны, столбцами — этапы чемпионата мира. В каждой клетке указаны сокращённое название этапа и результат, дополнительно обозначенный цветом. Расшифровка обозначений и цветов представлена в нижеследующей таблице. |                                                                    |
| \| Пример \| Описание \| \| ------------ \| ------------------------------------------------------------------ \| \| 1 \| Победитель \| \| 2 \| Второе место \| \| 3 \| Третье место \| \| 5 \| Финишировал, заработав очки \| \| Сход \| Не финишировал, но при этом заработал очки \| \| 12 \| Финишировал, не получив очков \| \| НКЛ \| Финишировал, но не попал в финальную классификацию \| \| 15 \| Участвовал вне зачёта, либо по отдельной классификации \| \| 18 \| Не финишировал, но попал в финальную классификацию \| \| Сход \| Не финишировал \| \| НКВ \| Не прошёл квалификацию \| \| НПКВ \| Не прошёл предквалификацию \| \| ДСК \| Дисквалифицирован \| \| ИСК \| Исключён из протокола соревнований \| \| ТТ \| Заявлен для участия только в тренировках \| \| НС \| Участвовал в квалификации, но не стартовал в гонке \| \| Т \| Травмирован или болен \| \| ОТК \| Отказ от участия \| \| НТР \| Прибыл на соревнования, но на трассу не выезжал \| \| НПР \| Был заявлен в числе участников, но не прибыл к началу соревнований \| \| О \| Соревнования отменены \| \| \| Не участвовал \| \| Поул-позиция \| \| \| Быстрый круг \| \| |                                                                    |
| Пример | Описание                                                           |
| 1 | Победитель                                                         |
| 2 | Второе место                                                       |
| 3 | Третье место                                                       |
| 5 | Финишировал, заработав очки                                        |
| Сход | Не финишировал, но при этом заработал очки                         |
| 12 | Финишировал, не получив очков                                      |
| НКЛ | Финишировал, но не попал в финальную классификацию                 |
| 15 | Участвовал вне зачёта, либо по отдельной классификации             |
| 18 | Не финишировал, но попал в финальную классификацию                 |
| Сход | Не финишировал                                                     |
| НКВ | Не прошёл квалификацию                                             |
| НПКВ | Не прошёл предквалификацию                                         |
| ДСК | Дисквалифицирован                                                  |
| ИСК | Исключён из протокола соревнований                                 |
| ТТ | Заявлен для участия только в тренировках                           |
| НС | Участвовал в квалификации, но не стартовал в гонке                 |
| Т | Травмирован или болен                                              |
| ОТК | Отказ от участия                                                   |
| НТР | Прибыл на соревнования, но на трассу не выезжал                    |
| НПР | Был заявлен в числе участников, но не прибыл к началу соревнований |
| О | Соревнования отменены                                              |
| | Не участвовал                                                      |
| Поул-позиция |                                                                    |
| Быстрый круг |                                                                    |

| Сезон | Команда                   | Шасси             | Двигатель          | Ш | 1   | 2      | 3      | 4      | 5   | 6   | 7   | 8   | 9   | 10  | 11  | Место | Очки |
| ----- | ------------------------- | ----------------- | ------------------ | - | --- | ------ | ------ | ------ | --- | --- | --- | --- | --- | --- | --- | ----- | ---- |
| 1950  | Wynn's Friction Proofing  | Kurtis Kraft      | Offenhauser 4,5 L4 | F | ВЕЛ | МОН    | 500 1  | ШВА    | БЕЛ | ФРА | ИТА |     |     |     |     | 6     | 9    |
| 1951  | Wynn's Friction Proofing  | Kurtis Kraft 3000 | Offenhauser 4,5 L4 | F | ШВА | 500 21 | БЕЛ    | ФРА    | ВЕЛ | ГЕР | ИТА | ИСП |     |     |     | —     | 0    |
| 1952  | Jim Robbins               | Kurtis Kraft      | Offenhauser 4,5 L4 | F | ШВА | 500 10 | БЕЛ    | ФРА    | ВЕЛ | ГЕР | НИД | ИТА |     |     |     | —     | 0    |
| 1953  | Belond Equa-Flow          | Kurtis Kraft 500B | Offenhauser 4,5 L4 | F | АРГ | 500 26 | НИД    | БЕЛ    | ФРА | ВЕЛ | ГЕР | ШВА | ИТА |     |     | —     | 0    |
| 1954  | Bardahl/Ed Walsh          | Kurtis Kraft 4000 | Offenhauser 4,5 L4 | F | АРГ | 500 11 | БЕЛ    | ФРА    | ВЕЛ | ГЕР | ШВА | ИТА | ИСП |     |     | —     | 0    |
| 1955  | Trio Brass/ Carl Anderson | Kurtis Kraft 500C | Offenhauser 4,5 L4 | F | АРГ | МОН    | 500 21 | БЕЛ    | НИД | ВЕЛ | ИТА |     |     |     |     | —     | 0    |
| 1956  | JC Agajanian              | Kuzma             | Offenhauser 4,5 L4 | F | АРГ | МОН    | 500 4  | БЕЛ    | ФРА | ВЕЛ | ГЕР | ИТА |     |     |     | 17    | 3    |
| 1957  | Sumar/ Chapman Root       | Kurtis Kraft 500G | Offenhauser 4,5 L4 | F | АРГ | МОН    | 500 16 | ФРА    | ВЕЛ | ГЕР | ПЕС | ИТА |     |     |     | —     | 0    |
| 1958  | Fred Gerhardt             | Kurtis Kraft      | Offenhauser 4,5 L4 | F | АРГ | МОН    | НИД    | 500 12 | БЕЛ | ФРА | ВЕЛ | ГЕР | ПОР | ИТА | МАР | —     | 0    |